# محند شریف حناشی
محند شریف حناشی (انگلیسی: Mohand Chérif Hannachi; ۲ آوریل ۱۹۵۰ – ۱۳ نوامبر ۲۰۲۰) بازیکن فوتبال اهل الجزایر بود.
از باشگاه‌هایی که در آن بازی کرده‌است می‌توان به باشگاه فوتبال القبائل اشاره کرد.
وی همچنین در تیم ملی فوتبال الجزایر بازی کرده‌است.